# Гідроксид натрію
Гідрокси́д на́трію, натрій гідроксид, каустична сода або просто каустик — неорганічна сполука, гідроксид складу NaOH. Являє собою білі, непрозорі та дуже гігроскопічні кристали. Речовина добре розчинна у воді — при з'єднанні з водою виділяється велика кількість тепла. Проявляє сильні лужні властивості. Значення pH 1%-го водного розчину становить 13. Гідроксид натрію є їдкою сполукою, при потраплянні на шкіру викликає омилення жирів та хімічні опіки, спричиняє корозію окремих металів. Речовина застосовується у виробництві численних продуктів, зокрема, поверхнево-активних речовин, паперу, косметики, лікарських засобів.

## Фізичні властивості
Гідроксид натрію NaOH — біла тверда речовина. Залишений на повітрі їдкий натрій незабаром розпливається, оскільки притягує вологу з повітря. Речовина добре розчиняється у воді, при цьому виділяється велика кількість теплоти.
| Температура, °C | 0  | 10 | 20 | 25 | 30 | 40 | 50 | 60 | 70 | 80 | 90 | 100 |
| Розчинність, %  | 30 | 39 | 46 | 50 | 53 | 58 | 63 | 71 | 74 | 76 | 76 | 79  |

Розчинність в метанолі складає 23,6 г/л (при 28 °C), в етанолі  — 14,7 г/л (28 °C).
Розчин їдкого натру милкий на дотик.

### Термодинаміка розчинів
Ентальпія розчинення для нескінченно розведеного водного розчину складає −44,45 кДж/моль.
З водних розчинів кристалізуються гідрати:
- при 12,3–61,8 °C — моногідрат NaOH·H2O (сингонія ромбічна, температура плавлення 65,1 °C; густина 1,829 г/см³;ΔH0утв −425,6 кДж/моль);
- в інтервалі -28…-24 °C — гептагідрат NaOH·7H2O;
- від -24 до -17,7 °C — пентагідрат NaOH·5H2O;
- від -17,7 до -5,4 °C — тетрагідрат NaOH·4H2O (α-модифікація);
- від -8,8 до 15,6 °C — NaOH·3,5Н2О (температура плавлення 15,5 °C).
- від 0 °C до 12,3 °C — дигідрат NaOH·2H2O;

## Отримання
| Країна          | 1937   | 1950   | 1960   | 1962   | 1963   | 1964   |
| Європа          | Європа | Європа | Європа | Європа | Європа | Європа |
| --------------- | ------ | ------ | ------ | ------ | ------ | ------ |
| Болгарія        | 0,01   | 0,1    | 19     | 20     | 22     | 31     |
| Велика Британія | —      | 707    | 913    | —      | —      | —      |
| Угорщина        | 3,9    | 9      | 18     | 25     | 42     | 48     |
| НДР             | —      | 163    | 355    | 386    | 387    | 396    |
| Іспанія         | —      | 75     | 148    | 154    | 166    | 179    |
| Італія          | 188    | 174    | 463    | 546    | 622    | 706    |
| Нідерланди      | —      | —      | 80     | —      | —      | —      |
| Польща          | 30     | 67     | 182    | 204    | 209    | 224    |
| Румунія         | 13     | 16     | 80     | 169    | 180    | 213    |
| Чехословаччина  | 24     | 53     | 125    | 154    | 156    | 159    |
| Франція         | 137    | 263    | 286    | 232    | 249    | 298    |
| ФРН             | —      | 365    | 844    | 979    | 1138   | 1220   |
| Швеція          | 18     | 78     | 199    | 212    | —      | —      |
| Югославія       | 15     | 20     | 52     | 57     | 75     | 80     |
| СРСР            | 164    | 325    | 765    | 961    | 1049   | 1153   |
| Азія            |        |        |        |        |        |        |
| Індія           | —      | 12     | 107    | 138    | 166    | 200    |
| КНДР            | —      | 9      | 25     | 32     | 43     | —      |

Історично першим методом отримання гідроксиду натрію була взаємодія соди Na2CO3 та гашеного вапна Ca(OH)2 у водному розчині:
{\displaystyle \mathrm {Na_{2}CO_{3}+Ca(OH)_{2}\rightarrow 2NaOH+CaCO_{3}\downarrow } }
Проведенню реакції сприяє перемішування та висока температура, тому її здійснювали у сталевих реакторах із мішалками. Після отримання продуктів, від продуктів відділяли малорозчинний карбонат кальцію та випарювали залишковий розчин гідроксиду натрію при 180 °C у чавунних ємностях без доступу повітря. Таким чином можна було отримати розчин концентрацією до 95 %.
У 1892 році незалежно один від одного американський вчений Гамільтон Кастнер та австрієць Карл Кельнер відкрили спосіб отримання гідроксиду електролізом хлориду натрію, який широко розповсюджений у промисловості. Перебіг реакцій можна описати сумарним рівнянням:
{\displaystyle \mathrm {2NaCl+2H_{2}O\rightarrow 2NaOH+H_{2}\uparrow +Cl_{2}\uparrow } }
Цей метод і донині є основним промисловим способом добування NaOH, однак деякі умови проведення синтезу зазнавали модифікацій. Зокрема, для запобігання перебігу реакцій між продуктами та вихідними речовинами різні етапи взаємодії проводять в окремих реакторах або ж розмежовуються. За цим критерієм розрізняють три основні методи: ртутний, діафрагменний та мембранний.

### Ртутний процес
В оригінальному методі синтезу NaOH як катод використовується ртутний електрод. Потрапляючи на катод, іони натрію утворюють там рідкі амальгами змінного складу NaHgn:
{\displaystyle \mathrm {Na^{+}+e^{-}+Hg_{n}\rightarrow NaHg_{n}} }
Амальгами виділяються з реакційної системи і переводяться в іншу, де відбувається розкладання амальгами водою з утворенням гідроксиду натрію:
{\displaystyle \mathrm {2NaHg_{n}+2H_{2}O\rightarrow 2NaOH+H_{2}\uparrow +2Hg_{n}} }
За цим методом утворюється розчин NaOH концентрацією 50–73 % та практично чистий від забруднюючих домішок (хлору, хлориду натрію). Утворена в результаті розкладання ртуть повертається в електрод.
На аноді (графітовому чи іншому) відбувається окиснення хлорид-іонів з утворенням вільного хлору:
{\displaystyle \mathrm {2Cl^{-}-2e^{-}\rightarrow Cl_{2}} }
Окрім цього, мають місце також побічні реакції: окиснення гідроксид-іона та електрохімічне утворення хлорат-іона. Гідролізом отриманого хлору можуть утворюватися і незначні кількості гіпохлорит-іонів.

### Діафрагменний процес
У діафрагменному методі простір між катодом та анодом розмежований перегородкою, яка не пропускає розчини і гази, однак не перешкоджає проходженню електричного струму та міграції іонів. Зазвичай, як такі перегородки використовується азбестова тканина, пористі цементи, порцеляна тощо.
В анодний простір подається розчин NaCl: на аноді (графітовому або титановому з оксидними покритями або покриттям платиновими металами (магнетитові мають завеликий опір та перенапругу виділення хлору, тому в промисловості широко не використовуються) відновлюються хлорид-іони, а катіони Na+ (та, частково, аніони Cl-) мігрують крізь діафрагму до катодного простору. Там катіони не сполучаються із гідроксид-іонами, утвореними відновленням води на залізному або мідному катоді:
{\displaystyle \mathrm {2H_{2}O+2e^{-}\rightarrow H_{2}\uparrow +2OH^{-}} }
{\displaystyle \mathrm {Na^{+}+OH^{-}\rightleftarrows NaOH} }
З катодного простору в результаті виділяється суміш гідроксиду та хлориду натрію із вмістом NaOH 10–15 % (та близько 18 % NaCl). Шляхом випаровування вдається збільшити концентрацію гідроксиду до 50 %, але вміст хлориду все одно залишається суттєвим. Для виділення хлориду з суміші, її обробляють рідким аміаком із утворенням легковідділюваного хлориду амонію (однак, цей спосіб є малопоширеним через високу вартість його проведення). Також застосовується метод, який полягає в охолодженні суміші та виділенні кристалів гідрату NaOH·3,5H2O, які надалі додатково дегідратують.
Хоча магнетитові не використовуються в промисловості їх, в модифікованому вигляді можна виготовити та використовувати в домашніх умовах при наявності листового титану та концентрованої сульфатної кислоти (для протравлення оксидного шару): частина титанового електроду яка в майбутньому має бути занурена в хлоридний розчин протравлюється в концентрованій сульфатній кислоті кілька хвилин і без змивання кислоти занурюється в розчин сульфату заліза або солі Мора як катод (анод логічно робити залізним - тоді склад електроліту залишатиметься малозмінним). Після гальванічного покриття титану залізом електрод відпалюється на повітрі для закріплення зв'язку титану із залізом та переведення заліза в магнетит. З непротравленого анода магнетитовий шар в процесі роботи швидко обсиплеться. Вугільні аноди досить швидко розсипаються.

### Мембранний процес
Цей спосіб був розроблений у 1970-х роках компанією «DuPont» і вважається найбільш досконалим з існуючих. У мембранному процесі в реакторі встановлюється катіонообмінна мембрана, яка є проникною для іонів Na+, що рухаються у катодний простір, і пригнічує міграцію гідроксид-іонів, які мігрують у зворотному напрямку — таким чином у катодному просторі збільшується концентрація складових NaOH. Економічно вигідною для синтезу вважається концентрація 30–35 %, а новітні мембрани дозволяють збільшити це значення до 50 %.
За цим методом хлорид натрію теоретично не утворюється, але проникнення хлорид-іонів крізь мембрану усе ж може мати місце.
Катіонпровідні мембрани використовуються в літій-полімерних акумуляторах. Це співполімери з тетрафлуоретиленом, технологічно виготовлені з кількох несиметрично розміщених шарів шарів. Зовнішній вигляд — тефлонова плівка.

### Отримання твердого NaOH
Твердий NaOH (каустична сода) отримують випарюванням його розчину до вмісту води менше за 0,5–1,5 %. Спочатку 50 %-ий розчин випарюють у вакуумі до концентрації 60%, а концентрацію 99 % досягають із застосуванням теплоносіїв (суміш NaNO2, NaNO3, KNO3) за температури понад 400 °C: розчин подається насосом у розігріту камеру для випаровування, де відокремлюється решта води.
Випарювання розчину NaOH проводять в залізних , нікелевих , кобальтових або срібних ємностях. Скло, порцеляна, платина в присутності кисню розплавом руйнуються .

### Марки
Гідроксид натрію випускається у двох видах: твердому та рідкому. Тверда гранульована каустична сода являє собою білу тверду масу з розміром лусочок 0,5–2 см. Рідкий розчин каустичної соди — безбарвний. Комерційно важливими є розчини гідроксиду натрію із концентрацією у 50 %.
Технічний їдкий натр випускають таких марок:
- ТР — твердий ртутний;
- ТД — твердий діафрагмовий (плавлений);
- РР — розчин ртутний;
- РХ — розчин хімічний;
- РД — розчин діафрагмовий.

## Хімічні властивості
Гідроксид натрію активно поглинає вологу з повітря, утворюючи гідрати різного складу, які розкладаються при нагріванні:
{\displaystyle \mathrm {NaOH+H_{2}O\rightarrow NaOH\cdot H_{2}O} }
{\displaystyle \mathrm {NaOH\cdot H_{2}O{\xrightarrow {100-400^{o}C}}NaOH+H_{2}O} }
У розчинах сполука добре дисоціює:
{\displaystyle \mathrm {NaOH\leftrightarrows Na^{+}+OH^{-}} }
Проявляючи сильні лужні властивості, гідроксид натрію легко взаємодіє з кислотами, кислотними та амфотерними оксидами і гідроксидами:
{\displaystyle \mathrm {NaOH+HCl\rightarrow NaCl+H_{2}O} }
{\displaystyle \mathrm {2NaOH+H_{2}SO_{4}\rightarrow Na_{2}SO_{4}+2H_{2}O} }
{\displaystyle \mathrm {NaOH+CO_{2}\rightarrow NaHCO_{3}} }
{\displaystyle \mathrm {2NaOH_{(conc.)}+CO_{2}\rightarrow Na_{2}CO_{3}+H_{2}O} }
{\displaystyle \mathrm {4NaOH_{(conc.)}+SiO_{2}{\xrightarrow {\tau }}Na_{4}SiO_{4}+2H_{2}O} }
{\displaystyle \mathrm {2NaOH+Al_{2}O_{3}{\xrightarrow {900-1000^{o}C}}2NaAlO_{2}+H_{2}O} }
{\displaystyle \mathrm {2NaOH_{(conc.)}+Zn(OH)_{2}\rightarrow Na_{2}[Zn(OH)_{4}]} }
NaOH легко взаємодіє із галогенами, а за високих температур — також і з металами:
{\displaystyle \mathrm {6NaOH+4F_{2}\rightarrow OF_{2}\uparrow +O_{2}\uparrow +6NaF+3H_{2}O} }
{\displaystyle \mathrm {2NaOH+Br_{2}\rightarrow NaBrO+NaBr+H_{2}O} }
{\displaystyle \mathrm {6NaOH+3Br_{2}{\xrightarrow {t}}NaBrO_{3}+5NaBr+3H_{2}O} }
{\displaystyle \mathrm {24NaOH_{(conc.)}+7Cl_{2}+I_{2}\rightarrow 2Na_{5}IO_{6}+14NaCl+12H_{2}O} }
{\displaystyle \mathrm {2NaOH+2Na{\xrightarrow {600^{o}C}}2Na_{2}O+H_{2}\uparrow } }
{\displaystyle \mathrm {4NaOH+3Ca{\xrightarrow {600^{o}C}}2Na+Na_{2}O+3CaO+2H_{2}\uparrow } }
{\displaystyle \mathrm {2NaOH+2Al+2H_{2}O{\xrightarrow {400-500^{o}C}}2NaAlO_{2}+3H_{2}\uparrow } }
{\displaystyle \mathrm {2NaOH+Zn+2H_{2}O\rightarrow Na_{2}[Zn(OH)_{4}]+H_{2}} }
При взаємодії з солями, що є похідними слабких основ, утворюються відповідні гідроксиди:
{\displaystyle \mathrm {NaOH+FeI_{2}{\xrightarrow {N_{2}}}Fe(OH)_{2}\downarrow +2NaI} }
{\displaystyle \mathrm {3NaOH+AlCl_{3}\rightarrow Al(OH)_{3}+3NaCl} }
{\displaystyle \mathrm {2NaOH+2AgNO_{3}\rightarrow Ag_{2}O\downarrow +2NaNO_{3}+H_{2}O} }
Реагуючи із монооксидом вуглецю, синтезується форміат натрію. Реакція проходить під тиском, за температури 120–200 °С у присутності каталізатора:
{\displaystyle \mathrm {NaOH+CO\rightarrow HCOONa} }

## Вимоги безпеки

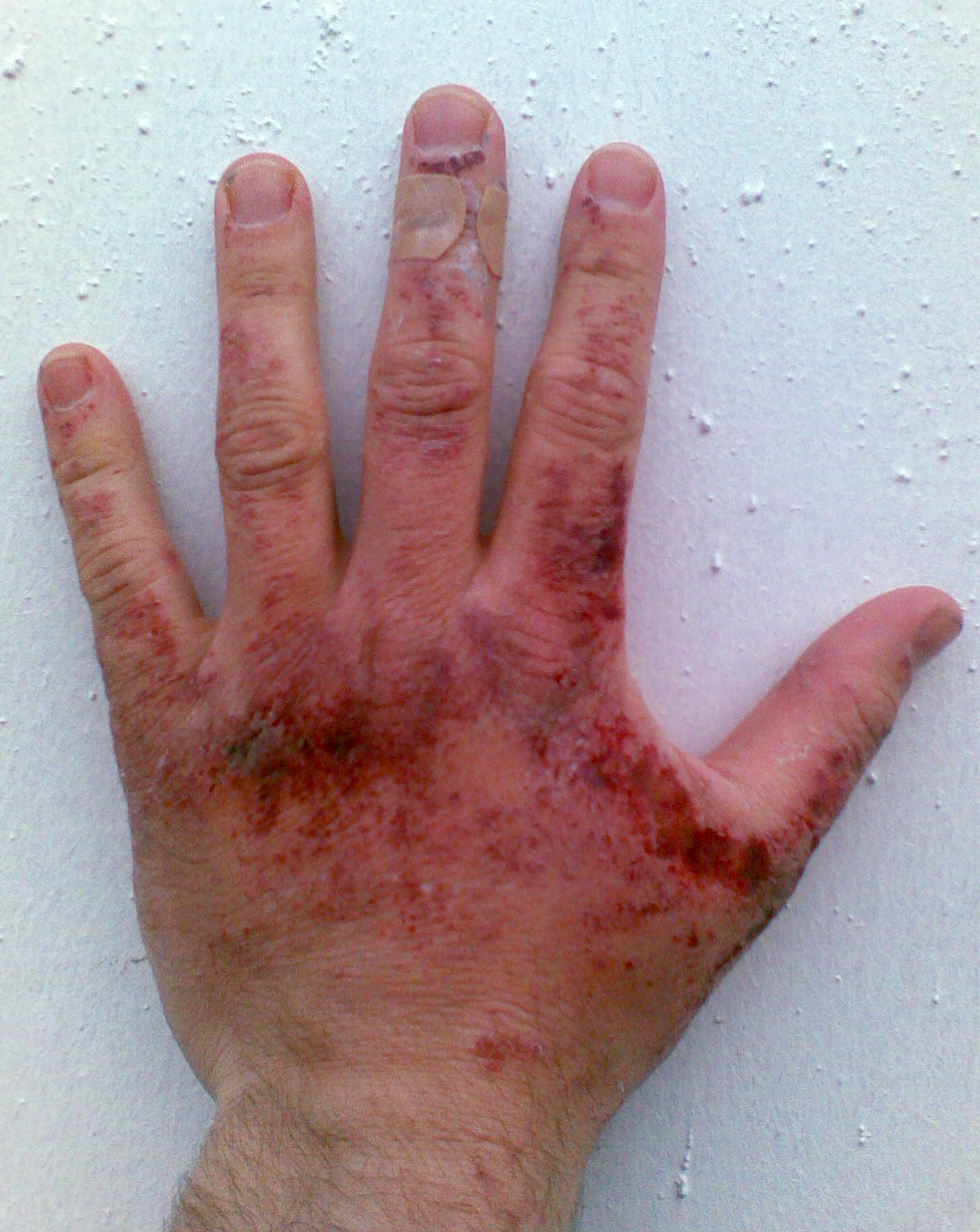
Опік шкіри, спричинений дією 10% розчину NaOH

Сода каустична пожежо- та вибухобезпечна. Їдка, корозійно активна речовина. За ступенем впливу на організм належить до речовин 2-го класу небезпеки. Як тверда речовина, так і концентровані її розчини викликають дуже сильні опіки. Попадання лугу в очі може призвести до їх важких захворювань і навіть до втрати зору. При попаданні на шкіру, слизові оболонки, очі утворюються сильні хімічні опіки. При потраплянні на шкіру — промити слабким розчином оцтової кислоти.
При роботі використовують захисні засоби: захисні окуляри, гумові рукавички, прорезинений хімічностійкий одяг.

## Застосування
Гідроксид натрію застосовується в багатьох галузях промисловості та у побуті:
- Каустик застосовується в целюлозно-паперовій промисловості для делігніфікації (сульфатний процес) целюлози, у виробництві паперу, картону, штучних волокон, деревно-волоконних плит.
- Для омилення жирів при виробництві мила, шампуню та інших миючих засобів. Останнім часом продукти на основі гідроксиду натрію (з додаванням гідроксиду калію, нагріті до 50–60 градусів Цельсія, застосовуються в сфері промислової мийки для очищення виробів з нержавіючої сталі від жиру та інших масляних речовин, а також залишків механічної обробки.
- В хімічних галузях промисловості — для нейтралізації кислот і кислотних оксидів, як реагент або каталізатор в хімічних реакціях, в хімічному аналізі для титрування, для травлення алюмінію та у виробництві чистих металів, в нафтопереробці — для виробництва масел.
- Для виготовлення біодизельного палива — яке отримують з рослинних олій і використовують для заміни звичайного дизельного палива. Для отримання біодизелю до дев'яти масових одиниць рослинної олії додають одну масову одиницю спирту (тобто дотримується пропорція 9:1), а також лужний каталізатор (NaOH). Отриманий ефір (головним чином лінолевої кислоти) відрізняється чудовою займистістю, що забезпечується високим цетановим числом. Якщо для мінерального дизпалива характерний показник в 50–52 %, то метиловий ефір відповідно 56–58 % цетана. Сировиною для виробництва біодизеля можуть бути різні рослинні олії: ріпакова, соєва та інші, крім тих, у складі яких високий вміст пальмітинової кислоти (пальмова олія). При її виробництві в процесі етерифікації також утворюється гліцерин, що використовується в харчовій, косметичній та паперовій промисловості або переробляється в епіхлоргідрин за методом Сольве.
- Як агент для розчинення засмічень каналізаційних труб, у вигляді сухих гранул або у складі гелів. Гідроксид натрію дезагрегує засмічення і сприяє легкому просуванню його далі по трубі.
- В цивільній обороні для дегазації та нейтралізації отруйних речовин, у тому числі зарину, в ребрізерах (ізолюючих дихальних апаратах (ІДА), для очищення повітря, що видихається, від вуглекислого газу.
- Гідроксид натрію також використовується для мийки прес-форм автопокришок.
- В приготуванні їжі: для миття та очищення фруктів та овочів від шкірки, у виробництві шоколаду і какао, напоїв, морозива, фарбуванні карамелі, для розм'якшення маслин і надання їм чорного забарвлення, при виробництві хлібобулочних виробів. Зареєстровано як харчову добавку E524.
- У косметології для видалення ороговілих ділянок шкіри: бородавок, папілом.